# Coro Montegrappa
Il Coro Montegrappa è stato uno dei maggiori cori alpini italiani.

## Storia
La genesi del Coro Montegrappa risale al vecchio Coro CAI di Marostica, fondato nel 1948 e diretto da Marco Crestani; nel corso degli anni il coro ha poi subito numerose trasformazioni e assunto varie denominazioni: da Coro CAI Montegrappa (fino al 1985) ad Amici nel Canto (1985-1995) fino a Novo Coro Bassano (dal 1995, poi cambiato semplicemente in Coro Bassano). Nel frattempo la stessa formazione ha dato origine a più gruppi corali.

## Attività
Il coro ha effettuato concerti in Francia, Germania, Romania, Ungheria, Slovacchia, Grecia, Argentina e Brasile, registrazioni di rilievo (vedi con EMI) e qualche partecipazione televisiva.
La formazione corale è stata recentemente insignita del Premio Città di Bassano (2009) dato alle istituzioni più importanti della città e si è costituita come APS.
Il coro ha ospitato, presso la propria sede, e per due anni consecutivi, il corso di direzione corale tenuto dal direttore e didatta svedese Carl Högset.

## Repertorio
Il repertorio spaziava dal canto di ispirazione popolare (Marco Crestani) ad elaborazioni e arrangiamenti di canto popolare o alpino (Marco Crestani, Ferdinando Mingozzi, Giancarlo Stella, Paolo Bon, Filiberto Zanella) fino alla musica internazionale, gospel e canzone d'autore.
Negli anni il coro è stato diretto da Marco Crestani (con il nome originale), Alfio Piotto, Fabio Sbordone, Cesarino Negro, Filiberto Zanella e Alessandro Simonetto (con vari nomi tra cui l'attuale Coro Bassano).

## Incisioni discografiche
Il coro ha all'attivo una storia discografica che inizia nel 1964 con l'incisione per la emidisc de I canti dei nostri alpini diretto da Mino Bordignon (1921-2009) e, in seguito, nel 1968, con un'altra incisione per la EMI Regal (diretta da Giancarlo Stella, direttore stabile del coro). Entrambe le registrazioni sono incentrate sul repertorio alpino.
Nel 1978, diretto da Fabio Sbordone, il coro incide il suo terzo LP considerato il migliore per qualità artistica. Questa incisione avviene per opera di Gianni Malatesta (in veste di fonico) e sotto l'egida di Paolo Bon che armonizzerà gran parte dei canti.